# توني غاسكينز
توني غاسكينز (بالإنجليزية: Tony Gaskins)‏ هو متحدث تحفيزي ومؤلف ومدرب حياة. ظهرت في برنامج أوبرا وينفري، وبرنامج تايرا بانكس، ونادي TBN's 700.. يتحدث عن مواضيع مختلفة بما في ذلك الأعمال والنجاح والتطوير الذاتي ولكنه معروف بشكل خاص بنصائحه في الحب والعلاقات للفتيات الصغيرات والتي أكسبته عدد كبير من المتابعين على فيس بوك و إنستغرام وتويتر. عام 2011 كان ضمن قائمة Under30Ceo لأكثر 50 شخصية تحفيزية على الويب.

## الكتب
- تأثير المرأة (2020)
- اجعلها تعمل (2019)
- ما لم يخبره الأب لابنته الصغيرة (2007)
- ثمانية أخطاء ترتكبها النساء في العلاقات (2011)
- الطريق إلى القدر (2011)
- دفتر الحب (2011)
- السيدة الصحيحة (2012)
- قانون الرجل الجديد (2013)
- الرئيس التنفيذي لشركة Me (2013)
- العازبة ليست لعنة (2013)[11]

## روابط خارجية
- الموقع الرسمي